# Tinamou cannelle
Crypturellus cinnamomeus
Espèce
Répartition géographique
Statut de conservation UICN

 LC  : Préoccupation mineure

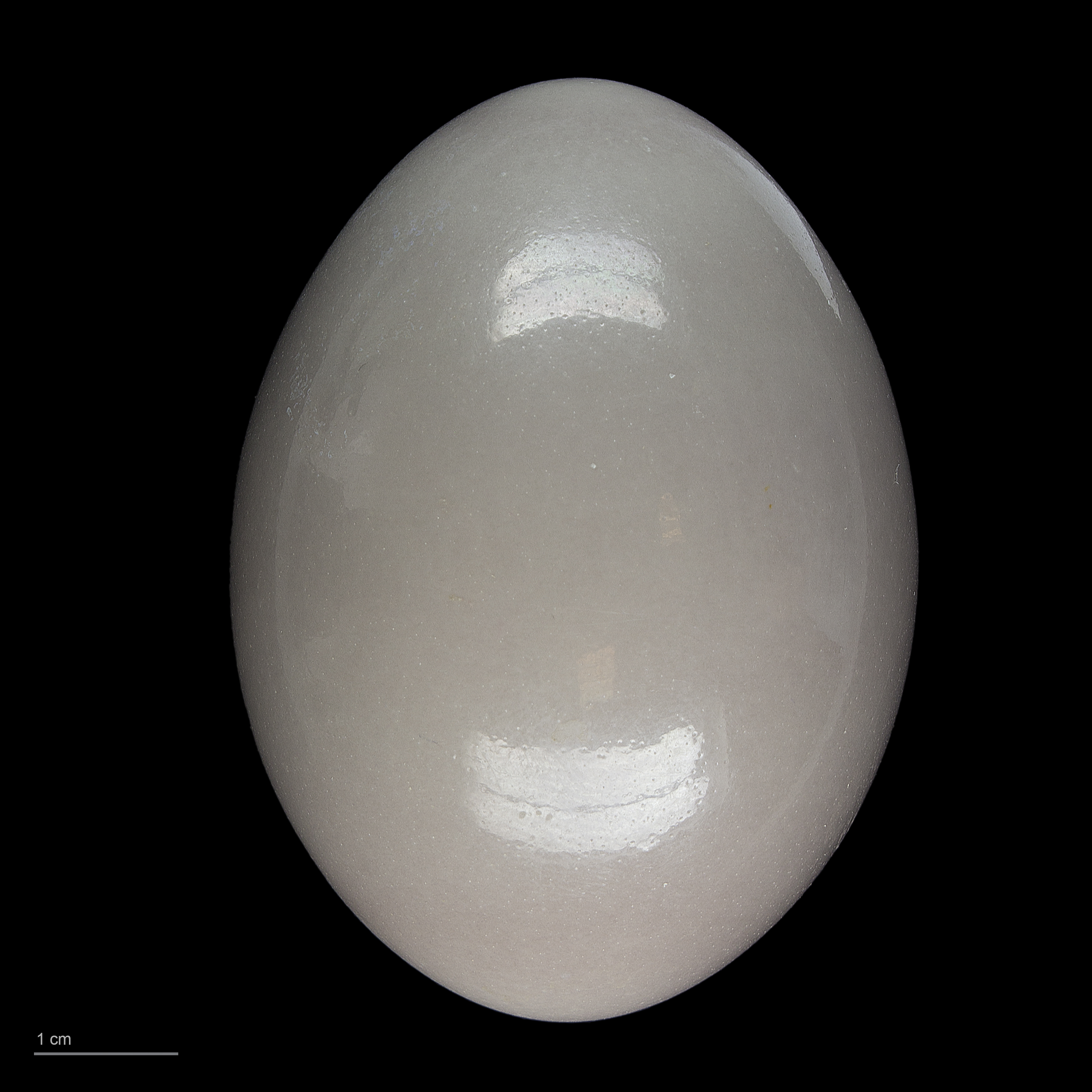
Crypturellus cinnamomeus - Muséum de Toulouse

Le Tinamou cannelle (Crypturellus cinnamomeus) est une espèce d'oiseaux de la famille des Tinamidae.

## Description
Cet oiseau mesure environ 28 cm de longueur. Il a les pattes rouges, le dos et les ailes brun fortement barré de sombre. La femelle est un peu plus terne que le mâle et présente une poitrine davantage barrée de sombre. 

## Habitat
Cet oiseau peuple les forêts sèches primaires et secondaires du niveau de la mer jusqu'à 1 000 m d'altitude.

## Répartition et sous-espèces
Selon la classification de référence du Congrès ornithologique international (15.1, 2025) il se répartit en neuf sous-espèces (ordre phylogénique) :
- Crypturellus cinnamomeus occidentalis (Salvadori, 1895) — littoral occidental du Mexique ;
- Crypturellus cinnamomeus mexicanus (Salvadori, 1895) — littoral oriental du Mexique ;
- Crypturellus cinnamomeus soconuscensis Brodkorb, 1939 — littoral sud-ouest du Mexique ;
- Crypturellus cinnamomeus vicinior Conover, 1933 — du Chiapas au Honduras ;
- Crypturellus cinnamomeus sallaei (Bonaparte, 1856) — sud du Mexique ;
- Crypturellus cinnamomeus goldmani (Nelson, 1901) — péninsule du Yucatán, nord du Bélize et du Guatemala ;
- Crypturellus cinnamomeus cinnamomeus (Lesson, RP, 1842) — littoral pacifique du Chiapas au Honduras ;
- Crypturellus cinnamomeus delattrii (Bonaparte, 1854) — ouest du Nicaragua ;
- Crypturellus cinnamomeus praepes (Bangs & Peters, JL, 1927) — nord-ouest du Costa Rica.